# Soul Atac
Soul Atac va ser un grup de música del País Valencià. Pioner en fusionar alguns estils de la música negra com ara el soul i el funk amb lletres en català. Es tractava d'un macro-formació de músics procedents de diferents formacions i estils musicals que van triar fer música de ball lligada al compromís. Al seu capdavant destacaven les 3 frontwomen (ni més ni menys que tres cantants femenines): Marga Landete, Manuela Alandes i Anna Franco. I també destacava la seua potent secció de vents (Toni Benavent, Paco Alcaina, Javi Lario, Dani Vara i Toni Tornero). Lletres acurades i compromeses, adaptació de poemes d'autors valencians, funk, soul, música disco, hip-hop i breakdance era l'original barreja d'un grup sense complexos que en directe demostrava tota la seua essència.

## Discografia
- Soul Atac (Temps Record, 2006): inclou Roda la trola (un poema musicat de [[Joan Carles Ventura]] i Vas, vas, vas (traducció i adaptació de Back Back Back d'Ani DiFranco)
- Mercat Negre (Temps Record, 2010):[2] que inclou Un entre tants (adaptació i música del poema "Un entre tants" de Vicent Andrés Estellés), Tot esperant Ulisses (versió en clau de jazz de la cançó d'Ovidi Montllor) i una sorprenent versió disco de Senyoreta X (del disc Cambrers, de Julio Bustamante).